# Diprionídeos

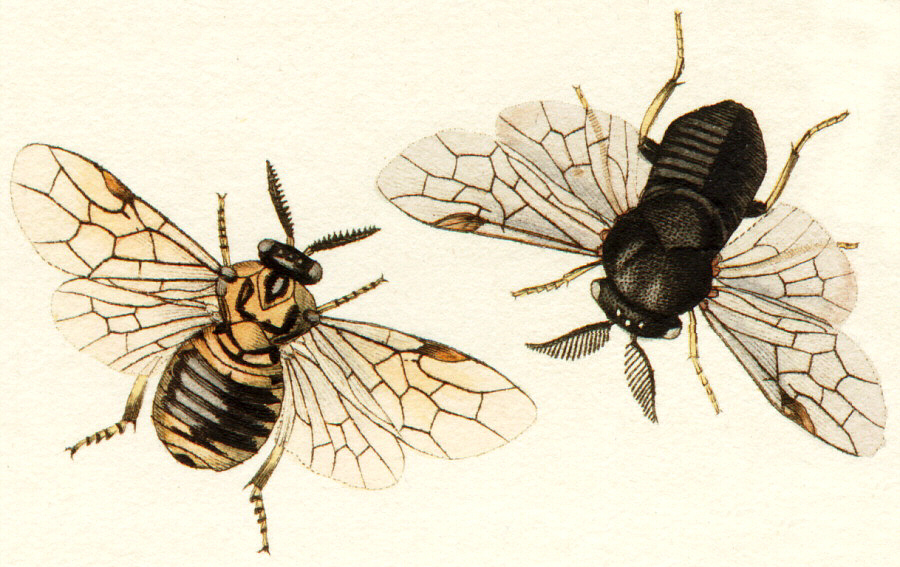
Iluminação de duas espécies dessa família

Diprionídeos (Diprionidae) é uma pequena família de vespas-serra cujas larvas alimentam-se de plantas coníferas (notando que existem algumas outras espécies esporádicas de vespas "Symphyta" com este mesmo hábito alimentar) que ocorrem no Hemisfério Norte, que hoje conta com cerca de 140 espécies em 13 gêneros. As larvas de algumas espécies apresentam hábitos gregários, por vezes ocasionando surtos como pragas florestais. Em grandes surtos, algumas espécies de Diprionidae podem comprometer o equilíbrio ecológico de áreas florestas, geralmente sob estações mais quentes. 
São vespas de corpo robusto, medindo entre 8-12 mm, predominantemente de coloração parda, mas algumas espécies sendo quase pretas ou verdes. As antenas possuem de 14 a 25 segmentos, onde os machos apresentam antenas pectinadas (unipectinadas ou bipectinadas) e as fêmeas apresentam antenas serreadas. Asa posterior faltando células fechadas na região anal. Não há fusão da metapleura com o primeiro segmento abdominal. Tíbias sem espinhos pré-apicais, ambos esporões apicais grandes. 
Como todos demais insetos da ordem, o desenvolvimento destas vespas passa por metamorfose completa, passando pelas fases de ovo, larva e adulto. As fêmeas utilizam-se do ovipositor serrilhado para perfurar ramos plantas e botar seus ovos. As larvas alimentam-se externamente das folhas de plantas coníferas, com apenas uma única exceção de uma espécie que alimenta-se internamente. Normalmente, as larvas são gregárias quando jovens, mas podem dispersar-se nos últimos estádios larvais. As pupas são envoltas por um casulo coriáceo, repousando sobre o solo ou serrpapilheira da área florestada. 
Em termos esconômicos, são um dos grupos de vespas-serras mais importantes em florestas de coníferas em escala mundial, causando mortes ou problemas de desenvolvimento nas árvores. As espécies mais destrutivas na América do Norte são Neodiprion sertifer, Diprion similis e Gilpinia hercyniae.
Os seguintes gêneros são reconhecidos autalmente para a família Diprionidae, distribuídos entre duas subfamílias, Diprioninae e Monocteninae:
Augomonoctenus Rohwer, 1918
Diprion Schrank, 1802
Gilpinia Benson, 1939
Macrodiprion Enslin, 1914
Microdiprion Enslin, 1914
Monoctenus Dahlbom, 1835
Neodiprion Rohwer, 1918
Nesodiprion Rohwer, 1910
Prionomeion Benson, 1939
Rhipidoctenus Benson, 1954
Zadiprion Rohwer, 1918
† Eodiprion Schedl, 2007
† Paleomonoctenus Nel, 2004